# 五刀剛
五刀 剛（ごとう つよし、1976年6月29日 - ）は、日本の俳優である。広島県広島市出身。身長178cm。血液型B型。特技は殺陣、総合格闘技。フリーで活動している。

## 来歴
広島県立広島工業高等学校卒業。
2002年、辻裕之監督の『実録・広島やくざ戦争』でデビュー。その後しばらくは、Vシネマに出演。現在は映画、ドラマ、CMを中心に活動中。
2018年までJFCT所属。2019年よりフリー。

## 人物・エピソード
- 元 広島東洋カープの新井貴浩とは広島工業高等学校機械科の同級生である。
- 移動式クレーン免許保持。

## 出演

### 映画
- KARAOKE-人生紙一重-（2005年、辻裕之監督）
- マギー’S ドッグJｒ（2005年、梶研吾監督）
- 鞄・KABAN（2005年、初山恭洋監督）
- イキガミ（2008年、瀧本智之監督）
- 青い鳥（2008年、中西健二監督）
- 禅 ZEN（2009年、髙橋伴明監督）
- nude（2010年、小沼雄一監督）ベテラン男優
- THE Flowers Of War 金陵十三釵（2011年、中国映画/チャンイーモウ監督）
- 聯合艦隊司令長官 山本五十六（2011年、成島出監督） - 森田隊長
- アウトレイジ ビヨンド（2012年、北野武監督）
- BRAVE HEARTS 海猿（2012年、羽住英一郎監督）
- 謝罪の王様（2013年、水田伸生監督）
- ストロベリーナイト（2013年、佐藤祐市監督）
- ヒロミくん3 恐ろし山の亡霊番長（2014年、宮坂武志監督） - 亡霊番長
- 神様のカルテ2（2014年、深川栄洋監督）
- 劇場版 MOZU（2015年、羽住英一郎監督） - 向井輝正
- 媚空 -ビクウ-（2015年、雨宮慶太監督） - タキイ
- 海賊と呼ばれた男（2016年、山崎貴監督）
- HiGH&LOW THE RED RAIN(ザ・レッド・レイン) (映画第2作/スピンオフ)（2016年、山口雄大監督）
- 聖の青春（2016年、森義隆監督） - 広島の主治医
- 64-ロクヨン-　前篇後篇（2016年、瀬々敬久監督） - 角刈り刑事
- 関ヶ原（2017年、原田眞人監督） - 三条河原の処刑人
- 検察側の罪人（2018年、原田眞人監督） - 千鳥の若衆
- マスカレードホテル（2019年、鈴木雅之監督） - ベルキャプテン 杉下
- 楽園（2019年、瀬々敬久監督） - 捜索隊、隊長
- ダンシングマリー（2020年、SABU監督）
- 義理/恥（2021年、英国BBC/Netflix）- 日本のヤクザ親分
- 虎の流儀 ～旅の始まりは尾張 東海死闘編～（2022年、辻裕之監督） - 備後一家組員
- ヘルドッグス-地獄の犬たち（2022年、原田眞人監督） - 神津組幹部 五西

### Vシネマ
- 新・広島やくざ戦争 武闘派列伝 伝説の広島極道 山上功治の生涯（2002年、辻裕之監督）- 岡島組組員
- 実録・義戦 〜高松ヤクザ戦争〜 後篇（2003年4月） - 北原の若衆
- 伝説のやくざ 最後の博徒（2003年、辻裕之監督） - 松山
- 実録・関東やくざ戦争 修羅の盃（2003年） - 錦城会錦城一家岸森組石井組組員 川中勉
- 最後の神農(テキヤ)（2004年） - 城東組関山一家佐藤組組員 木場仁志
- 新・日本の首領（2005年）- 高知・石渡組組員
- 実録・広島極道抗争 佐々木哲夫の生涯（2006年、辻裕之監督）
- 仁義の聖戦 ジャックナイフ 完結編（2012年）
- 凶という名の極道（2012年、辻裕之監督） - 本間組組員
- 仁義の戦い（2012年） - 板倉組組員 サヤマ
- 日本統一45・46（2021年） - 尾道 岡村組組員 仁科克己

### テレビドラマ
- 救命病棟24時 第4シリーズ（2009年、CX、河毛俊作演出）
- 東京DOGS（2009年、CX、石井祐介演出）
- NHK大河ドラマ『龍馬伝』（2010年、大友啓史演出） - 薩摩藩士
- フリーター、家を買う。（2010年、CX、河野圭太演出）
- ギルティ 悪魔と契約した女（2010年、CX、小林義則演出）
- 金曜プレミアム『目線』（2010年、CX、林徹演出）
- 天使の代理人 8話（2010年、CX、木下高男演出）
- パンドラⅡ 飢餓列島（2010年、WOWOW、河毛俊作演出）
- 特上カバチ（2010年、TBS、韓哲演出）
- 神様のカルテ（2011年、深川栄洋監督）
- NHK大河ドラマ『江〜姫たちの戦国〜』（2011年） - 石田光成の刺客
- パンドラⅢ-革命前夜-（2011年、WOWOW）
- グッドライフ〜ありがとう、パパ。さよなら〜 3話（2011年、CX、白木啓一郎演出）
- 牙狼-GARO- 〜MAKAISENKI〜 第5話（テレビ東京） - 男B
- 東野圭吾ミステリーズ『甘いはずなのに』（2012年、CX、小林義則演出）
- ATARU（2012年、TBS、木村ひさし演出）
- 運命の人（2012年、TBS、土井裕泰演出） - 社会部記者
- 天国の恋 30話（2013年、CX、藤木康之演出） - 渡部
- Oh,My Dad!!（2013年、CX、葉山裕紀演出）
- ネオ・ウルトラQ 6話「もっとも臭い島」（2013年、WOWOW、田口清隆演出）
- MOZU Season1〜百舌の叫ぶ夜〜（2014年、TBS、羽住英一郎監督） - 向井輝正
- MOZU Season2〜幻の翼〜（2014年、WOWOW、羽住英一郎監督） - 向井輝正
- 罪人の嘘（2014年、WOWOW、瀬々敬久監督）
- シリーズ被爆70年 ヒロシマ 復興を支えた市民たち 第1回『鯉昇れ、焦土の空へ』（2014年、NHK、森義隆演出） - 白石勝巳
- ダンナ様はFBI〜女を磨く究極のミッション〜（2014年、NHK BSプレミアム、篠原哲雄演出）
- SMOKING GUN〜決定的証拠〜 2話（2014年、CX、村上正典演出）
- S -最後の警官-（2014年、TBS、土井裕泰演出）
- 闇金のウシジマくん Season2（2014年、MBS、白井士演出）
- MOZU スピンオフ-大杉探偵事務所-（2015年、TBS/WOWOW、羽住英一郎監督） - 向井輝正
- 世界はひばりを待っている（2015年、NHK BS、岸善幸演出）
- 戦後70年 一番電車が走った（2015年、NHK、岸善幸演出） - 藤井達雄
- エンジェル・ハート 5話（2015年、NTV、久保田充演出）
- WOWOW連続ドラマW『しんがり-山一証券 最後の聖戦-』（2015年、WOWOW、村谷嘉則演出）
- デスノート 8話（2015年、NTV、猪股隆一演出） - 詩部屋涼吉
- 花嫁のれん4 52話（2015年、CX、新村良二演出）
- びったれ 9話（2015年、TVK、吉田康弘演出）
- 監察官・羽生宗一〜毒ハブと呼ばれる男 4（2016年、テレビ朝日、吉田啓一郎演出） - 三島刑事
- IQ246〜華麗なる事件簿〜 9.10話　（2016年、TBS、坪井敏雄演出） - 下村機動隊長
- 沈まぬ太陽（2016年、WOWOW、鈴木浩介演出） - レスキュー隊深田
- NHK時代劇『鼠、江戸を疾る2』最終話（2016年）
- 弱虫ペダルseason2（2017年、BSスカパー、加藤尚樹演出） - 熊本台一キャプテン 田浦
- バウンサー 8話（2017年、BSスカパー、熊澤尚人監督）
- リーガルV〜元弁護士・小鳥遊翔子〜 最終話（2018年、テレビ朝日）
- 相棒season17 14,15話（2019年、テレビ朝日）

### ネットドラマ
- 東京思春期 打撃女医サオリ[2] 第3話「え……打撃療法って、ガンにも効くんですか?」（2010年、VAP） - 盛田

### PV
- JUJU「メトロ」（2018年、関和亮監督）

### CM
- TBS『世界陸上』（2006年）
- アサヒビールスーパードライ『エコブリュー・うまさ篇』（2008年）
- JT マイルドセブン 『次の明日へ』篇（2009年）
- カーコンビニ倶楽部 『カーコン車検スタート』篇（2010年）
- メットライフアリコ 『スヌーピーと知り合おう』篇（2011年）
- マツダ EUROPE版（2011年）
- アサヒビール 『くつろぎ仕込み』篇（2011年）
- 読売新聞 『取材する力』篇（2012年）
- DeNA 『神撃のバハムート』（2012年）
- 佐鳴予備校『人生の主役たれ』（2013〜2014年）
- 富士通『Work story film Business　未来を創る』編（2015年）
- 日本生命『企業　125年の変わらぬ想い』編（2014〜2015年）
- UHA味覚糖『さけるグミ』シリーズ（2016年、「2017 ACCアワードゴールド受賞」） - キャバクラ店長役
- AMAZON プライム『ドキュメンタル』（2016年）
- ジェームス『広島男児篇』（2016～2017年）
- 日産・ノート（2021年）
- くらこん 『塩こんぶ和風ペペロンチーノ』（2023年）